# Correa (apellido)

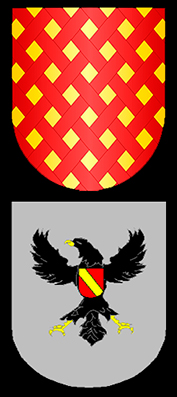
Correa - Currea

Correa antiguo y noble apellido español, cuya leyenda señala origen en el conde Pelayo Correa, vencedor de la batalla de Covadonga el año del Señor 722, quien detuvo el avance de los moros en la península ibérica y desencadenó el inicio de la Reconquista; originario de la villa de Salceda de Caselas, Partido Judicial de Tuy (Pontevedra). De allí dimanan las restantes casas Correa, Currea y Currelha en la península Ibérica. La segunda casa se ubica en la jurisdicción de Salvaterra de Miño y la Tercera en Aguiar (Lugo). Pasan a Portugal y se extiende por España creando casas nobles en Labata, Belorado, Valdemoro y en Cáceres. La Casa de Labata obtiene la infanzonía por servicios al reino certificada por la Real Audiencia de Zaragoza.

## Significado de Correa
Correa proviene del Conde Pelayo de Farelaes que viéndose cercado por los moros, se defendió por tanto tiempo junto a su gente que tuvo que alimentarse de correas de cuero puestas a ablandar en agua, dice la leyenda que pasó una Águila por el feudo y dejó caer una trucha y el conde mandó a entregarla de obsequio a los moros los cuales se retiraron. Su hijo fue nombrado caballero, iniciando la Casa Noble de este nombre.

## Armas
Las originales o primitivas fueron: De oro, fruteados de gules de seis piezas.

## Marqueses de Mos
De la casa de la villa de Salceda, del partido judicial de Túy ( Pontevedra ), fue:
1. Lorenzo Correa de Alemparte.
2. Alonso Correa Ozores de Alemparte.
3. Gómez Correa de Zúñiga y Sotomayor.
4. Alonso Correa y Pita de Sotomayor.
5. Alonso Correa Cortés de Mendóza y Sotomayor.
6. Pelayo Correa Sarmiento y Sotomayor.
7. Benito Fernando Correa Suáres de Deza y Sotomayor.
8. Alfonso Correa Sousa y Pintos ( sin sucesión )
Al no haber sucesión, la heredad de los Vizcondes de Pellugal y Marqueses de Mos revierte a la Casa de Aguiar dimanada de la de Salceda.

## Casa de Cáceres
De la Casa de Cáceres procedió Juan Correa de Soto, casado con Catalina Durán y  padres de Pedro Correa de Soto, ilustre Capitán extremeño, tronco del apellido Correa establecido en Antioquia (Colombia). Casó en Santa Fe de Bogotá con Olaya Collantes, pasó a Antioquia donde desempeñó el cargo de gobernador de la provincia.
Otra Casa Noble dimanada de la de Salceda, Marqueses de Mos se establece en la provincia de Tunja y Vélez en donde desempeñan el cargo de tenente del rey. Entroncan con las casas nobles Soler y el apellido Mariño de Lobeira en la Nueva Granada. La Casa de Salceda se denominada Currea por su ascendencia directa gallega y portuguesa.

## Correa en Nueva Granada
- Adelantado Don Juan Correa de Soto. Conquistador español.
- Adelantado Don Pedro Correa de Soto. Capitán. Gobernador de la Provincia de Antioquia.
- Don Juan José Correa (Currea) y Mendoza Sotomayor ( Casa de Salceda / Marqueses de Mos ). Capitán del Rey. Teniente del Rey en Vélez.
- Don José Manuel Correa Castañeda  ilustre cajamarquino (Director por muchos años del Instituto Superior Tecnológico Almirante Miguel Graú de Piura Perú)

## Correa en Chile
Para una lista detallada de miembros destacados de la familia, ver: Familia Correa (Chile)
A Chile llegarían dos ramas del apellido, que serían los descendientes de:
Antonio Correa y Lopez de Catalán: Capitán; al contraer matrimonio tenía bienes que superaban los 30.000 pesos; próspero comerciante, con negocios en Perú, Buenos Aires y Chile; viajó a Chile 1690; testó cerrado en Lima 1706, con codicilo en Lima 1708; c. Iglesia Santa Ana, Ciudad de los Reyes, Perú, 16 de septiembre de 1665 c. Magdalena Padilla Sande Armas San Martín
Rafael Correa de Saa y Lazón: Ingresó al Ejército como Subteniente de la IV° Compañía de Infantería de Línea 29 de mayo de 1818; Teniente II° de Granaderos 14 de noviembre de 1819; participó en la toma de Valdivia haciéndose acreedor a medalla y ascenso; pasó al Batallón de Infantería de Marina 7 de marzo de 1820; Teniente I° con grado de Capitán de Infantería de Ejército 7 de octubre de 1820; Capitán de la Compañía de Infantería 31 de diciembre de 1821; Capitán de la Compañía de Granaderos 5 de mayo de 1823; separado de dicho cuerpo y agregado al Estado Mayor por decreto 24 de julio de 1824; licencia absoluta con goce de fuero y uso de uniforme 28 de noviembre de 1825; Ministro de Hacienda 18 junio-8 de octubre de 1825 y 15 abril-18 de septiembre de 1841; Diputado por Rancagua al Segundo Congreso Nacional 1829; Senador 1840-1849; de la Legión de Mérito; testó ante Araos en Santiago 7 de abril de 1836; ▬ c. Santiago 11 de octubre de 1794 c. María Mercedes Martínez Ferraz 
Ambas ramas se destacarían por tener un papel importante en la política y negocios, especialmente viniticolas, del país, además de formar parte de su oligarquía